# Brønde
Brønde er den næstmindste by på Orø i Isefjorden med blot 210 indbyggere. I byen ligger Orø Hallen, der er en sportshal, og spisestederne Orø forsamlingshus og Havnegrillen, samt Dagli' Brugsen, og Orø Havn, hvor der færgefart til Holbæk ca. hver time, og hvor Turisthuset også ligger.
|  | Denne artikel om lokaliteten Brønde kan blive bedre, hvis der indsættes et (bedre) billede. Du kan hjælpe ved at afsøge Wikimedia Commons for et passende billede eller lægge et op på Wikimedia Commons med en af de tilladte licenser og indsætte det i artiklen. |

55°45′45″N 11°47′47″Ø / 55.76250°N 11.79639°Ø